# Anai Mudi
L'Anai Mudi és el pic més alt de les Cardamom Hills a l'estat de Kerala, Índia, a la regió del sud del Parc Nacional d'Eravikulam.
Està situat a 10° 10′ N 77° 4′ E, i té una alçada aproximada de 2.695 metres, sent d'aquesta manera l'elevació més alta del sud de l'Índia.
El pic Anai Mudi es troba al districte de Idukki a l'estat de Kerala i pertany a Munnar Panchayat. També forma part de les Ghats Occidentals.